# Революция (сериал, 2020)
«Революция» или «Французская революция» (фр. La Révolution) — франкоязычный фантастический сериал от Netflix с Дуду Маста, Амиром Эль Касемом, Марилу Оссилу и Лайонелом Эрдоганом в главных ролях. Его премьера состоялась в октябре 2020 года.

## Сюжет
Действие сериала происходит во Франции в конце XVIII века. В стране появляется таинственный вирус, который делает кровь аристократов голубой и заставляет их убивать простолюдинов. Расследованием этих преступлений занимается врач Жозеф Гильотен, именем которого была названа впоследствии гильотина. Убийства провоцируют народное восстание, которое становится прелюдией к революции.

## В ролях
- Дуду Маста — Ока
- Амир Эль Касем — Жозеф Гильотен
- Марилу Оссилу — Алис де Монтаржи
- Лайонел Эрдоган — Альбер Гийотен
- Жюльен Фрисон — Донатьен де Монтаржи
- Лоран Лука — Шарль де Монтаржи
- Гайя Вайс — Марианна

## Производство и релиз
Съёмки сериала проходили в 2019 году во Франции. Все восемь серий появились на Netflix 16 октября 2020 года.